# Le Trio en mi bémol
Le Trio en mi bémol est l'unique pièce de théâtre du cinéaste français Éric Rohmer. Elle a été créée sous la direction de Rohmer le 28 novembre 1987 au Théâtre Renaud-Barrault à Paris. Cette comédie en sept tableaux est une pièce à deux personnages sur un ancien couple d'amoureux dont la relation se reflète dans leurs goûts musicaux. Le trio pour clarinette, alto et piano en mi bémol majeur composé par Wolfgang Amadeus Mozart le 5 août 1786 qui donne son titre à la pièce, appelé trio Kegelstatt, y revêt une importance particulière. Le texte de la pièce était initialement le scénario d'un sketch non réalisé du film Quatre Aventures de Reinette et Mirabelle, sorti en février de la même année.

## Synopsis

### 1ertableau
Adèle rend visite à Paul dans son appartement à Paris. Les deux se sont séparés il y a un an. Paul vit seul, Adèle a une nouvel ami, l'éditeur de musique Stanislas, dont la mention rend Paul jaloux.

### 2etableau
Après les vacances, Adèle et Paul se retrouvent. La relation entre Adèle et Stanislas s'est resserrée. Paul n'est plus pour elle qu'un bon ami.

### 3etableau
Adèle a entre-temps emménagé chez Stanislas. Entre elle et Paul, une longue discussion s'engage sur leurs goûts musicaux différents. Adèle aime le rock contemporain, Paul uniquement la musique classique. Il pense que leur différence de goûts musicaux a rendu leur relation impossible, car pour lui, la musique est plus importante que le reste. Surpris, il constate qu'Adèle aime aussi le Trio en mi bémol de Mozart, un morceau qui lui tient particulièrement à cœur. Il promet de lui offrir un enregistrement sur CD pour son anniversaire. Il ne peut toutefois pas se résoudre à visiter l'appartement de Stanislas.

### 4etableau
Paul emballe le cadeau pour l'anniversaire d'Adèle : le CD promis, qu'il enveloppe dans une écharpe. Son ami Arthur doit remettre le cadeau.

### 5etableau
Adèle remercie Paul pour l'écharpe qu'il lui a offerte, mais ne mentionne pas le CD. Celui-ci est déçu qu'elle ne fasse aucune remarque sur ce morceau de musique si important pour lui. Il avoue qu'il aimerait bien entendre une certaine phrase de sa part, mais ne révèle pas de quoi il s'agit, car il se priverait de l'espoir de l'entendre de sa part spontanément et pas seulement par gentillesse.

### 6etableau
La relation entre Adèle et Stanislas est en crise. Elle rend de plus en plus souvent visite à son ex-petit ami Paul et tous deux échangent des marques de tendresse. Seule la phrase non dite qu'il attend d'elle se dresse encore entre eux. Même si les chances qu'elle lui dise cette phrase sont infimes, il décide d'attendre.

### 7etableau
Adèle a quitté Stanislas. Elle offre un cadeau à Paul : un enregistrement du Trio en mi bémol de Mozart, qui le touche profondément lorsqu'il l'entend. Ce n'est que maintenant que le malentendu s'éclaircit : Stanislas a nettoyé les emballages de leurs cadeaux d'anniversaire et a dû jeter le CD par la même occasion. Adèle était déçue que Paul ne lui ait pas offert le morceau de musique promis, mais elle a décidé de ne plus aborder le sujet de la musique. Finalement, elle a acheté elle-même un enregistrement pour Paul. Lorsque celui-ci lui avoue qu'il attendait sa remarque sur le cadeau, elle se sent méprisée, car Paul a cru qu'elle était capable d'ignorer un cadeau aussi intime. Mais la musique les réunit à nouveau. Dans une étreinte mutuelle, ils écoutent le premier mouvement du trio en mi bémol.

## Production
Les premières ébauches montrent que Rohmer avait initialement destiné la pièce comme scénario du cinquième sketch des Quatre aventures de Reinette et Mirabelle, un film à sketches sorti en 1987. Adèle s'appelait alors encore Mirabelle et rencontrait un vendeur de disques qui se montrait aussi colérique que le serveur dans le deuxième sketch vis-à-vis de Reinette. Même après avoir transformé le scénario en une pièce de théâtre à part entière, Rohmer fit jouer le rôle principal féminin par Jessica Forde, l'interprète de Mirabelle dans le film à sketches. Lors de la préparation de son rôle, il lui donna des vieux films avec Brigitte Bardot comme matériel visuel et lui demanda d'imiter son expression et sa voix.
Le personnage principal masculin, un mélomane cultivé, réunit des thèmes centraux de la filmographie de Rohmer, en premier lieu la fonction importante de la musique dans l'attraction entre les hommes. Les tentatives de Paul de « cultiver » Adèle font écho à celles du bibliothécaire Loïc dans Conte d'hiver (1992). Son point de départ, la pièce de Shakespeare Le Conte d'hiver, est explicitement mentionné dans le texte. Et comme dans Le Conte d'hiver, le pari de Pascal, auquel Rohmer avait déjà consacré le film Ma nuit chez Maud (1969), joue un rôle important : la parenté d'esprit musicale avec Adèle est un tel atout pour Paul que, malgré le peu de chances et en dépit de tous les malentendus entre les protagonistes, il parie sur elle - et finit par gagner.
Rohmer a écrit la pièce comme un auteur amateur, sans idée précise de la possibilité d'une transposition. Lorsque, par l'intermédiaire de Pascal Greggory, qui faisait partie de l'équipe régulière de comédiens de Rohmer, le contact fut établi avec Francis Huster, qui accepta la pièce en août 1987 pour le Théâtre du Rond-Point, Rohmer fut très heureux. La période de représentation s'étendait du 28 novembre au 31 décembre 1987. Il ne restait que trois mois pour les répétitions, pendant lesquels Rohmer, contrairement à sa manière habituelle de procéder en tant que metteur en scène de cinéma, faisait répéter méticuleusement tous les gestes et mouvements. Malgré quelques critiques sur le jeu forcé de Jessica Forde, la pièce a eu du succès auprès du public et de la critique et se trouve encore aujourd'hui principalement au répertoire de petits théâtres amateurs.

## Adaptations

### Cinéma
En 1988, Rohmer a filmé une captation de sa pièce de théâtre pour le cinéma. Les deux rôles étaient tenus, comme dans la première représentation théâtrale, par Pascal Greggory et Jessica Forde. En 2022, la cinéaste portugaise Rita Azevedo Gomes a transformé la pièce de Rohmer en long métrage O trio em mi bemol, avec Rita Durão, Pierre Léon ainsi que d'autres rôles secondaires. Le film a été présenté à la Berlinale 2022.

### Pièces radiophoniques
En 1989, la chaîne suisse Schweizer Radio und Fernsehen a produit une version radiophonique sous la direction de Charles Benoit. Les rôles étaient tenus par Katja Amberger et Michael Thomas. Une autre version radiophonique a été diffusée en 1990 par le Hessischer Rundfunk. Sous la direction de Gottfried von Einem, les voix étaient interprétées par Ernst Jacobi et Ulrike Bliefert.